# 겔리 라우발
앙겔라 마리아 "겔리" 라우발(독일어: Angela Maria "Geli"  Raubal, 1908년 6월 4일 ~ 1931년 9월 18일)은 아돌프 히틀러의 이복 조카인 오스트리아 여성이다. 오스트리아-헝가리 제국 린츠에서 레오 루돌프 라우발과 히틀러의 이복 누나 앙겔라 히틀러 사이에서 둘째이자 장녀로 태어났다. 라우발은 1925년부터 1931년 자살로 추정될 때까지 삼촌 아돌프와 가깝게 지냈다.

## 생애
겔리 라우발은 오스트리아-헝가리 제국의 린츠에서 태어났다. 그녀의 아버지는 겔리가 두 살 때 31세의 나이로 사망했다. 1925년에 그녀와 엘프리데는 어머니와 함께 히틀러의 가정부가 되었고, 라우발은 당시 17살이었고 이후 6년 동안 그녀의 19살 연상인 이복 삼촌과 가깝게 지냈다. 그녀의 어머니는 1928년 베르흐테스가덴 근처의 베르흐호프(Berghof)에서 가정부 자리를 얻었다. 라우발은 1929년 루트비히 막시밀리안 대학교에서 의학을 전공하면서 히틀러의 뮌헨 아파트로 이사했지만 학업을 마치지는 못했다.
히틀러가 나치당의 지도자로서 권력을 잡자, 그는 라우발을 지배하고 소유권을 장악하며 그녀를 통제했다. 1927년 12월, 그는 그녀가 그의 운전사인 에밀 모리스와 관계를 맺고 있다는 것을 알게 되자, 그는 그녀에게 불륜을 끝내라고 강요했고 모리스를 해고했다. 그 후 그는 그녀가 친구들과 어울리는 것을 허락하지 않았고, 쇼핑 여행, 영화관, 오페라에 그녀와 동행하면서 항상 가까이에 자신이나 자신이 신뢰하는 사람을 두려고 시도했다.

## 사망
라우발은 히틀러의 뮌헨 아파트에 살고 있었고, 그는 그녀의 행동에 대한 엄격한 통제를 유지했다. 그녀는 사실상 죄수였고, 그녀의 노래 수업을 계속하기 위해 비엔나로 탈출할 계획이었다. 그녀의 어머니는 전쟁이 끝난 후 심문관들에게 히틀러가 그녀의 딸이 결혼하기를 원하는 린츠 출신의 남자와 관계를 지속하는 것을 금지했다고 말했다. 히틀러와 라우발은 1931년 9월 18일에 그녀가 빈에 가는 것을 허락하지 않자 논쟁을 벌였다. 그는 뉘른베르크에서 열린 회의에 참석하기 위해 떠났지만, 라우발이 폐에 총상을 입고 사망했다는 소식과 함께 뮌헨으로 인해 그녀는 히틀러의 뮌헨 아파트에서 히틀러의 발터 권총으로 자살한 것으로 보인다. 그녀는 23살이었다.
언론에서는 신체적 학대, 성관계 가능성, 삼촌에 대한 라우발의 미련, 심지어 살인에 대한 소문이 즉시 퍼지기 시작했다. 뮌처너 포스트는 사망한 여성이 코뼈가 골절되었다고 보도했다. 히틀러의 정적이었던 오토 스트라세르는 좀 더 선정적인 이야기의 원천이었다. 역사학자 이언 커쇼(Ian Kershaw)는 "성애적이든 아니든, 겔리에 대한 히틀러의 행동은 적어도 강력하고 잠재적인 성적 의존의 모든 특징을 가지고 있다." 경찰은 반칙을 배제했고, 그 죽음은 자살로 판결되었다. 히틀러는 절망했고 극심한 우울증에 빠졌다. 그는 9월 24일 빈에서 열린 장례식에 참석하지 않았다. 그는 이틀 후에 빈의 젠트랄프리트호프(중앙묘지)에 있는 그녀의 무덤을 방문했다. 그 후, 그는 우울증을 극복하고 정치에 다시 집중했다.
히틀러는 나중에 라우발이 그가 사랑했던 유일한 여성이라고 선언했다. 하우스 바헨펠트의 그녀의 방은 그녀가 떠난 그대로 유지되었고, 그는 그곳의 자신의 방과 베를린의 독일 수상실에 그녀의 초상화를 걸었다.
론 로젠바움은 1992년 배니티 페어 기사에서 히틀러가 의도적으로 또는 우발적으로 논쟁 중에 라우발을 총으로 쏴 죽이거나, 그녀가 그의 명령에 따라 죽었다는 추측을 포함한 여러 이론들을 검토한다. 히틀러의 이복형 알로이스를 통해 히틀러의 조카인 윌리엄 스튜어트휴스턴에 따르면, "1931년에 내가 베를린을 방문했을 때, 그 가족은 곤경에 처해 있었다. 모든 사람들은 히틀러와 그녀가 오랫동안 친밀했고 그녀가 아이를 임신하고 있었다는 것을 알고 있었다.

## 같이 보기
- 히틀러가

### 참고 문헌
- Bullock, Alan (1999) [1952]. 《Hitler: A Study in Tyranny》. New York: Konecky & Konecky. ISBN 978-1-56852-036-0.
- Görtemaker, Heike B. (2011). 《Eva Braun: Life with Hitler》. New York: Alfred A. Knopf. ISBN 978-0-307-59582-9.
- Gunther, John (1940). 《Inside Europe》. New York: Harper & Brothers. OCLC 836676034.
- Kershaw, Ian (2000). 《Hitler, 1889–1936: Hubris》. New York: W. W. Norton & Company. ISBN 0-393-32035-9.
- Kershaw, Ian (2008). 《Hitler: A Biography》. New York: W. W. Norton & Company. ISBN 978-0-393-06757-6.
- Robinson, Julian (2017년 5월 5일). “'Why I hate my uncle' - Rare insight into Nazi leader's life by Adolf Hitler's nephew”. 《New Zealand Herald》.
- Rosenbaum, Ron (April 1992). “Hitler's Doomed Angel”. 《Vanity Fair》.
- Shirer, William L. (1960). 《The Rise and Fall of the Third Reich》. New York: Simon & Schuster. ISBN 978-0-671-62420-0.
- Toland, John (1976). 《Adolf Hitler》. New York; Toronto: Ballantine Books. ISBN 978-0-345-25899-1.